# Montastruc-la-Conseillère
Montastruc-la-Conseillère (em occitano:  Montastruc e la Conselhièra) é uma comuna francesa na região administrativa da Occitânia, no departamento do Alto Garona. Estende-se por uma área de 15.49 km², com 3.503 habitantes, segundo o censo de 2018, com uma densidade de 230 hab/km².